# Data Technology Industries Associate
Data Technology Industries Associate (Associate) је професионални рачунар фирме Data Technology Industries који је почео да се производи у Сједињеним Америчким Државама током 1982. године.
Користио је Z80-A микропроцесорску јединицу а RAM меморија рачунара је имала капацитет од 64 KB. 
Као оперативни систем кориштен је CP/M.

## Детаљни подаци
Детаљнији подаци о рачунару Associate су дати у табели испод.
|                       |                                                                                |
| [ 1 ]                 |                                                                                |
| Произвођач            |                                                                                |
| Тип                   | професионални рачунар                                                          |
| Меморија              | 64 KB                                                                          |
| Поријекло             | Сједињене Америчке Државе                                                      |
| Година                | 1982                                                                           |
| Тастатура             | пуни помак тастера, 87 тастера са 15 функцијских тастера и нумеричка тастатура |
| Процесор              |                                                                                |
| Фреквенција процесора | 4                                                                              |
| RAM                   | 64 KB                                                                          |
| ROM                   | 2 KB                                                                           |
| Текст                 | 80 стубова x 25 линија                                                         |
| Графика               | нема                                                                           |
| Боја                  | једна боја                                                                     |
| Звук                  | мали звучник                                                                   |
| Димензије             | непознато                                                                      |
| Портови               |                                                                                |
| Оперативни систем     |                                                                                |